# Odorrana schmackeri
Espèce
Synonymes
- Rana schmackeri Boettger, 1892
- Rana melli Vogt, 1922

Statut de conservation UICN

 LC  : Préoccupation mineure
Odorrana schmackeri est une espèce d'amphibiens de la famille des Ranidae.

## Répartition
Cette espèce est endémique de République populaire de Chine. Elle se rencontre entre 200 et 1 400 m d'altitude dans les provinces du Henan, du Shaanxi, du Gansu, du Sichuan, du Guizhou, du Hubei, d'Anhui, du Jiangsu, du Zhejiang, du Hunan, du Fujian, du Guangdong et du Guangxi.
Sa présence est incertaine au Viêt Nam et en Thaïlande.

## Publication originale
- Boettger, 1892 : Katalog der Batrachier-Sammlung im Museum der Senckenbergischen Naturforschenden Gesellshaft in Frankfurt am Main. Frankfurt am Main, Gebrüder Knauer, p. 1-73 (texte intégral).